# Четвертий вид
«Четвертий вид» (англ. The Fourth Kind) — американський науково-фантастичний псевдодокументальний трилер 2009 р. режисера Олатунде Осунсанмі, головні ролі виконували Міла Йовович, Шарлотта Мілчард, Еліас Котеас, Корі Джонсон, Вілл Петтон і Міа Маккенна-Брюс. Назва походить від розширеної класифікації Дж. Аллена Хайнека про близькі зустрічі з іншопланетянами, в якому четвертий вид позначає викрадення прибульцями.

## Сюжет
На території Аляски відбуваються незрозумілі зникнення людей. Незважаючи на всі зусилля ФБР, розслідування зайшли в глухий кут, таємниця, як і раніше, не розкрита. Психіатр Ебігейл Тайлер починає записувати на відео бесіди зі своїми пацієнтами і виявляє щось дуже страшне і лякаюче.

## Ролі
- Мілла Йовович — Еббі Тайлер
- Шарлот Мілхард — Еббі Тайлер
- Вілл Петтон — шериф Аугуст
- Хакім Каї-Казім — Аволово Одус
- Корі Джонсон — Томмі Фішер
- Ензо Сіленті — Скотт Стракінські
- Еліас Котеас — Ейбол Кампус
- Ерік Лорен — Діптм Райан
- Мія МакКенна-Брюс — Ешлі Тайлер

## Критика
На Rotten Tomatoes рейтинг фільму становить 19 %, IMD — 5.8/10.